# Tyap
Tyap es un conjunto de dialectos importantes de las lenguas de la meseta de la región central de Nigeria, nombrado así por su dialecto de prestigio. También se le conoce por su exónimo hausa como Katab o Kataf. También es conocido por los nombres de sus variedades dialectales, incluidos Sholyio, Fantswam, Gworok, Takad, "Mabatado" (Tyap 'propiamente dicho'), Tyeca̱rak y Tyuku (Tuku). A pesar de ser listado por separado del conjunto de dialectos Tyap, la separación de Jju, según Blench R.M. (2018), parece ser cada vez más étnica en lugar de una realidad lingüística.

## Distribución
Los hablantes nativos de Tyap se encuentran principalmente en las áreas de gobierno local de Jema'a, Kaura y Zangon Kataf, aunque también hay grupos de hablantes en Kachia y Kauru en el sur del estado de Kaduna, y en Riyom (especialmente hablantes de Takad) en el estado de Plateau de Nigeria. También hay grandes comunidades de hablantes en las áreas de gobierno local de Kaduna Sur y Chikun del estado. Skoggard (2014) presentó la distribución del pueblo Atyap (Katab) en Nigeria, incluyendo los estados de Níger, Nasarawa, Kaduna y el FCT.

## Clasificación y dialectos
Meek (1931:2) sugirió que los Katab (Atyap), Morwa (Asholyio), Ataka (Atakad) y Kagoro (Agworok) hablan una lengua común y pueden considerarse como uno; y más tarde, McKinney (1983:290) comentó que los Kaje (Bajju) también deberían incluirse con los anteriores, debido a las similitudes lingüísticas y culturales compartidas por ellos. Murdock (1959) clasificó a Kagoro (Gworok) y otros dialectos que comprenden el grupo de lenguas Tyap actual como "Nigeriano de la Meseta", en su rama "Semi-Bantú" de la "subfamilia Bantoide" del "Tronco Negrítico". Tyap y Jju fueron ubicados por Greenberg (1963) bajo la rama "Meseta II" de la familia de lenguas Benue-Congo. Más tarde, Gerhardt (1974) hizo una reconstrucción de la rama, asignándola como "proto-Meseta". Nuevamente en 1989, Gerhardt colocó a Tyap y Jju bajo el subgrupo Centro-Sur, grupo Central, rama Meseta de Platoide, una división de las lenguas Benue-Congo. Achi (2005) declaró que los Atyap hablan una lengua del grupo Kwa de la familia de lenguas Benue-Congo. Sin embargo, según Bitiyong, Y. I., en Achi et al. (2019:44), el grupo Kataf (una clasificación antigua) al que pertenece la lengua Tyap, es miembro del este de la Meseta. Sugirió además que, utilizando una escala temporal glotocronológica establecida para las lenguas yoruba y edo y sus vecinos, la separación del grupo Kataf en dialectos distinguibles y conjuntos dialectales requeriría miles de años. También mencionó

Entre las lenguas Igala y Yoruba, por ejemplo, se necesitaron al menos 2,000 años para desarrollar la distinción, mientras que se necesitaron 6,000 años para las diferencias observables en una comparación de los conjuntos de lenguas Idoma y Yoruba.

señalando además que esto indica que

incluso dentro de los conjuntos dialectales, se necesitaron hasta 2,000 años para crear una separación dialectal claramente identificable y que, por lo tanto, es un proceso lento de crecimiento poblacional constante, expansión y diferenciación cultural durante miles de años.

Posteriormente, resumió que la implicación para Tyap es que ha tomado miles de años separarse, en la misma ubicación geográfica general de sus aproximadamente seis dialectos más cercanos y declaró que como una subunidad, probablemente necesitaron más miles de años antes para separarse de otros miembros del "grupo Kataf" como Gyong, Hyam, Duya y Ashe (Koro), quienes son poco inteligibles para ellos. Se ha reconocido la estabilidad del idioma y otros rasgos culturales en esta región de Nigeria.
Dialectos Tyap tiene varios dialectos, incluidos:
| Dialecto | Descripción |
| --- | --- |
| Fantswam (exónimo hausa Kafanchan, Kafancan)                                                                            | Hablado por los habitantes del jefatura Fantswam en el área de gobierno local de Jema'a, anteriormente considerado como Kagoro (de Jama'a) hasta finales de la década de 1950, cuando fueron reconocidos como una entidad separada. Está estrechamente relacionado con Jju, los dialectos Gworok y el dialecto Tyap propiamente dicho. |
| Gworok (exónimo hausa Kagoro; Tyap propiamente dicho Gwoot)                                                             | Hablado por los A̱gworok (también escrito: Oegworok), habitantes de la jefatura que lleva su nombre, en el área de gobierno local de Kaura. Parece ser un "dialecto de intersección" entre Jju y Takad y parece estar influenciado por dialectos vecinos del grupo lingüístico más cercano, notablemente Nikyob-Nindem y otros. |
| Jju (exónimo hausa Kaje, Kajji; Tyap propiamente dicho Jhyo)                                                            | Listado como un idioma separado (con el código SIL kaj, aunque su gramática y morfología son similares a las de un dialecto Tyap, con una pequeña variación en su sintaxis). Es hablado por los habitantes de la jefatura Ba̱jju en las áreas de gobierno local de Zangon Kataf, Jema'a y Kachia. Tiene el mayor número de hablantes de cualquier dialecto Tyap y podría haber sido profundamente influenciado por Izere y Rigwe (con cuyos hablantes los Ba̱jju vivieron cerca de Chawai, en la actual Kauru según la narrativa oral, antes de migrar a su hogar actual hace varios siglos). Jju también probablemente fue influenciado por los dialectos de sus vecinos de habla Hyam actuales y anteriores, hacia el suroeste. Estos contactos parecen ser el factor principal en su deriva de Tyap en comparación con otros dialectos. |
| Sholyio (variantes ortográficas Sholio, Sholyia̱; exónimo hausa Moro'a, Moroa, Marwa)                                    | Hablado por los A̱sholyio (también escrito: Osholio, Aesholio, Asholio, A̱sholyia̱) del jefatura que lleva su nombre en el área de gobierno local de Kaura. Parece haber sido influenciado por el dialecto Beromic de Iten, Rigwe y Gworok; sus hablantes comparten fronteras comunes al este y al sur, respectivamente, con las personas mencionadas anteriormente. |
| Takad (variantes ortográficas Takat; exónimo hausa Attakar, Attaka, Ataka)                                              | Hablado por los Takad (Tyap propiamente dicho A̱takat) del jefatura que lleva su nombre, en el área de gobierno local de Kaura, estado de Kaduna y en el área de gobierno local de Riyom, estado de Plateau. Está estrechamente relacionado con los dialectos Tyuku y Gworok, así como con Jju. Aunque sus hablantes se ven a sí mismos como hermanos de los Ba̱jju (con quienes migraron desde Chawai según la narrativa oral), Takat parece estar más relacionado con los dialectos Tyap centrales que con Jju, aunque tiene algunos de sus elementos especiales. |
| Tyap propiamente dicho (también Tyap-Central, Tyap Mabatado, Tyab; exónimo hausa Katab, Kataf, Katab propiamente dicho) | Hablado por los A̱tyap del jefatura que lleva su nombre, en Zangon Kataf, también se encuentra en jefaturas vecinas en las áreas de gobierno local de Kaura, Jema'a y Kauru. El dialecto parece ser el dialecto madre del cual evolucionaron los demás, y probablemente fue influenciado por otros idiomas, causando su deriva de su raíz proto-Meseta. El antropólogo colonial británico, Charles Kingsley Meek, en 1931, clasificó a la mayoría de los grupos etno-lingüísticos proto-Meseta como parte del "Complejo Cultural Kataf (Atyap)", hablando dialectos estrechamente relacionados de un posible único idioma. |
| Tyecha̱rak (también escrito Tachirak, Techerak, Ticarak; exónimo hausa Kachechere, Kacecere,                             | Kacicere; Tyap propiamente dicho Tyecaat, Ta̱caat, Ta̱chaat) Hablado por los A̱tyeca̱rak (Tyap propiamente dicho A̱tyecaat) en las jefaturas de A̱tyap, A̱sholyio (Moro'a) y Gworok (Kagoro) en las áreas de gobierno local de Zangon Kataf y Kaura, y hasta el sur en el área de gobierno local de Jema'a. |
| Tyuku (variante ortográfica: Tuku, Tukun, Tyukum; exónimo hausa Atuku)                                                  | Hablado por los A̱tyuku (también Atuku, Atukum, Atyukum) en el área de gobierno local de Jema'a en la jefatura de Takat, alrededor de la reserva forestal de Ni̱mbyio (también escrito Nimbio) en el sur del estado de Kaduna. El dialecto a menudo se considera un dialecto de Takad y parece poseer la mayor deriva lingüística de cualquier dialecto Tyap, después de Jju. |
| Otros dialectos | Otros dialectos relacionados con Tyap incluyen Kulu (código SIL ikl, también un dialecto Adara), Nghan (código SIL kcl, un dialecto Gyongic) y Terri (código SIL cfd). |

## Fonología
El alfabeto Tyap (Zwunzwuo A̱lyem Tyap ji) tenía 39 letras, según lo redactado por el Comité de Alfabetización Tyap (TLC) a principios de la década de 1990:
| Alfabeto tyap: previo básico | Alfabeto tyap: previo básico | Alfabeto tyap: previo básico | Alfabeto tyap: previo básico | Alfabeto tyap: previo básico | Alfabeto tyap: previo básico | Alfabeto tyap: previo básico | Alfabeto tyap: previo básico | Alfabeto tyap: previo básico | Alfabeto tyap: previo básico | Alfabeto tyap: previo básico | Alfabeto tyap: previo básico | Alfabeto tyap: previo básico | Alfabeto tyap: previo básico | Alfabeto tyap: previo básico | Alfabeto tyap: previo básico | Alfabeto tyap: previo básico | Alfabeto tyap: previo básico | Alfabeto tyap: previo básico | Alfabeto tyap: previo básico | Alfabeto tyap: previo básico | Alfabeto tyap: previo básico | Alfabeto tyap: previo básico | Alfabeto tyap: previo básico | Alfabeto tyap: previo básico | Alfabeto tyap: previo básico | Alfabeto tyap: previo básico | Alfabeto tyap: previo básico | Alfabeto tyap: previo básico | Alfabeto tyap: previo básico | Alfabeto tyap: previo básico | Alfabeto tyap: previo básico | Alfabeto tyap: previo básico | Alfabeto tyap: previo básico | Alfabeto tyap: previo básico | Alfabeto tyap: previo básico | Alfabeto tyap: previo básico | Alfabeto tyap: previo básico | Alfabeto tyap: previo básico | Alfabeto tyap: previo básico | Alfabeto tyap: previo básico |
| ---------------------------- | ---------------------------- | ---------------------------- | ---------------------------- | ---------------------------- | ---------------------------- | ---------------------------- | ---------------------------- | ---------------------------- | ---------------------------- | ---------------------------- | ---------------------------- | ---------------------------- | ---------------------------- | ---------------------------- | ---------------------------- | ---------------------------- | ---------------------------- | ---------------------------- | ---------------------------- | ---------------------------- | ---------------------------- | ---------------------------- | ---------------------------- | ---------------------------- | ---------------------------- | ---------------------------- | ---------------------------- | ---------------------------- | ---------------------------- | ---------------------------- | ---------------------------- | ---------------------------- | ---------------------------- | ---------------------------- | ---------------------------- | ---------------------------- | ---------------------------- | ---------------------------- | ---------------------------- | ---------------------------- |
| A                            | A̱                            | B                            | CH                           | CHY                          | D                            | E                            | F                            | G                            | GB                           | GH                           | GHW                          | GHY                          | H                            | HY                           | HW                           | I                            | I̱                            | J                            | JHY                          | K                            | KH                           | KP                           | L                            | M                            | N                            | NG                           | NY                           | O                            | P                            | R                            | S                            | SH                           | SHY                          | T                            | TS                           | U                            | V                            | W                            | Y                            | Z                            |
| a                            | a̱                            | b                            | ch                           | chy                          | d                            | e                            | f                            | g                            | gb                           | gh                           | ghw                          | ghy                          | h                            | hy                           | hw                           | i                            | i̱                            | j                            | jhy                          | k                            | kh                           | kp                           | l                            | m                            | n                            | ng                           | ny                           | o                            | p                            | r                            | s                            | sh                           | shy                          | t                            | ts                           | u                            | v                            | w                            | y                            | z                            |
| Valor fonético               |                              |                              |                              |                              |                              |                              |                              |                              |                              |                              |                              |                              |                              |                              |                              |                              |                              |                              |                              |                              |                              |                              |                              |                              |                              |                              |                              |                              |                              |                              |                              |                              |                              |                              |                              |                              |                              |                              |                              |                              |
| a                            | ə                            | b                            | t͡ʃ                           | t͡ʃʲ                          | d                            | e                            | f                            | g                            | g͡b                           | ɣ                            | ɣʷ                           | ɣʲ                           | h                            | ç                            | ʍ                            | i                            | ɪ                            | d͡ʒ                           | ʒʲ                           | k                            | x                            | k͡p                           | l                            | m                            | n                            | ŋ                            | ɲ                            | o                            | p                            | r                            | s                            | ʃ                            | ʃʲ                           | t                            | t͡s                           | u                            | v                            | w                            | j                            | d͡                            |

Sin embargo, un desarrollo actual a partir de 2018 tiene el cuadro alfabético básico de Tyap reducido a 24, de la siguiente manera:
| Alfabeto tyap: nuevo básico | Alfabeto tyap: nuevo básico | Alfabeto tyap: nuevo básico | Alfabeto tyap: nuevo básico | Alfabeto tyap: nuevo básico | Alfabeto tyap: nuevo básico | Alfabeto tyap: nuevo básico | Alfabeto tyap: nuevo básico | Alfabeto tyap: nuevo básico | Alfabeto tyap: nuevo básico | Alfabeto tyap: nuevo básico | Alfabeto tyap: nuevo básico | Alfabeto tyap: nuevo básico | Alfabeto tyap: nuevo básico | Alfabeto tyap: nuevo básico | Alfabeto tyap: nuevo básico | Alfabeto tyap: nuevo básico | Alfabeto tyap: nuevo básico | Alfabeto tyap: nuevo básico | Alfabeto tyap: nuevo básico | Alfabeto tyap: nuevo básico | Alfabeto tyap: nuevo básico | Alfabeto tyap: nuevo básico | Alfabeto tyap: nuevo básico | Alfabeto tyap: nuevo básico | Alfabeto tyap: nuevo básico | Alfabeto tyap: nuevo básico | Alfabeto tyap: nuevo básico |
| --------------------------- | --------------------------- | --------------------------- | --------------------------- | --------------------------- | --------------------------- | --------------------------- | --------------------------- | --------------------------- | --------------------------- | --------------------------- | --------------------------- | --------------------------- | --------------------------- | --------------------------- | --------------------------- | --------------------------- | --------------------------- | --------------------------- | --------------------------- | --------------------------- | --------------------------- | --------------------------- | --------------------------- | --------------------------- | --------------------------- | --------------------------- | --------------------------- |
| A                           | B                           | C                           | D                           | E                           | F                           | G                           | H                           | I                           | J                           | K                           | L                           | M                           | N                           | O                           | P                           | R                           | S                           | T                           | U                           | V                           | W                           | Y                           | Z                           |                             |                             |                             |                             |
| a                           | b                           | c                           | d                           | e                           | f                           | g                           | h                           | i                           | j                           | k                           | l                           | m                           | n                           | o                           | p                           | r                           | s                           | t                           | u                           | v                           | w                           | y                           | z                           |                             |                             |                             |                             |
| Valor fonético              |                             |                             |                             |                             |                             |                             |                             |                             |                             |                             |                             |                             |                             |                             |                             |                             |                             |                             |                             |                             |                             |                             |                             |                             |                             |                             |                             |
| a                           | b                           | t͡ʃ                          | d                           | e                           | f                           | g                           | h                           | i                           | d͡ʒ                          | k                           | l                           | m                           | n                           | o                           | p                           | r                           | s                           | t                           | u                           | v                           | w                           | j                           | d͡z                          |                             |                             |                             |                             |

La letra "ch" quedaría representada en adelante por el símbolo "c", sin la "h". Todos los demás siguen igual.

### Vocales
|                   | Vocal anterior | Vocal central | Vocal posterior |
| ----------------- | -------------- | ------------- | --------------- |
| Vocal cerrada     | i              | ɨ             | u               |
| Vocal semicerrada | e              |               | o               |
| Vocal media       |                | ə             |                 |
| Vocal abierta     |                | a             |                 |

Las siete vocales del tyap pueden ser sonidos monofonémicos cortos o largos. El idioma tiene cinco (o seis) diptongos: /ei(/əi) ea əu ai oi/.

## Consonantes
El idioma tiene más de 80 sonidos consonánticos monográficos y dígrafos labializados y palatalizados, clasificados en modificaciones fortis y lenis. La siguiente tabla contiene los principales sonidos consonánticos básicos del tyap:
|             | Labial | Alveolar | Post- alveolar | Post- alveolar | Palatal | Velar | Velar | Labio- velar | Glottal |
| plain       | Labial | Alveolar | pal.           | plain          | Palatal | pal.  |       | Labio- velar | Glottal |
| ----------- | ------ | -------- | -------------- | -------------- | ------- | ----- | ----- | ------------ | ------- |
| Nasal       | m      | n        | ɲ              |                |         | ŋ     |       |              |         |
| Oclusiva    | p b    | t d      |                |                |         | k ɡ   |       | k͡p ɡ͡b        |         |
| Africada    |        | t͡s d͡z    | t͡ʃ d͡ʒ          | t͡ʃʲ            |         |       |       |              |         |
| Fricativa   | f v    | s        | ʃ ʒ            | ʃʲ ʒʲ          | ç       | x ɣ   | ɣʲ    | ɣʷ           | h       |
| Lateral     |        | l        |                |                |         |       |       |              |         |
| Rótica      |        |          | r              |                |         |       |       |              |         |
| No silábico |        |          |                |                | j       |       |       | ʍ w          |         |

## Sintaxis
El tyap tiene un tipo de orden constituyente SVO, como se ilustra a continuación en el primer ejemplo dado:
Shyimfwuo wan kyayak hu.
Shyimfwuo cocinar (verbo)  comida (determinante).
Shyimfwuo cocinó la comida.
N na ngya bah.
I will. (modo) eat (negativo).
No comeré.

A̱li nung ka shyia̱ gbang.
Casa Mi (determinante) DET es lejos.
Mi casa está lejos.

## Vocabulario

### Afijos y concordancia
Los afijos de clase nominal del tyap aparecen después del radical de la palabra. Estos afijos consisten en prefijos, generalmente adjuntos a la raíz de la palabra para la pluralización. Por ejemplo: a̱som (liebre) — a̱yaasom (liebres), bwak (mano) — mbwak (manos), a̱kwon (árbol) — a̱ka̱kwon (árboles), etc. Mientras tanto, los sufijos CV — usualmente alternantes, y que siguen al sustantivo, generalmente se representan como palabras separadas en la ortografía. Por ejemplo, a̱som wu (la liebre), a̱yaasom ba (las liebres), bwak hu (la mano) — mbwak na (las manos), a̱kwon ka (el árbol) — a̱ka̱kwon na (los árboles), etc. Estos constituyen los afijos nominales y la concordancia del tyap. 

### Reduplicación
La reduplicación de sustantivos ocurre para la pluralización. Usualmente, la primera sílaba de la raíz se duplica. Por ejemplo, tyan (lugar) — tityan (lugares), a̱nyung (diente) — a̱nyunyung (dientes), a̱kwon (árbol) — a̱ka̱kwon (árboles), etc.

## Palabras asociadas con el alfabeto
| Letras | Símbolo API | Dialectos Tyap y Jju                                    | Traducción al español         |
| ------ | ----------- | ------------------------------------------------------- | ----------------------------- |
| a      | /a/         | aba̱n                                                    | bienvenido (masculino)        |
| a̱      | /ə/         | a̱gwam                                                   | gobernante, rey, jefe         |
| b      | /b/         | bat                                                     | pared, valla                  |
| c      | /t͡ʃ/        | cat(tsat en Sholyio, Takad, Tyuku)                      | querer, amar, necesitar, como |
| cy     | /t͡ʃʲ/       | cyat                                                    | cortar/techar pasto           |
| d      | /d/         | dam                                                     | preocuparse                   |
| e      | /e/; /ɛ/    | a̱lyem ( diryem en Jju)                                  | lengua, idioma                |
| f      | /f/         | faat( fa̱rak en Fantswam, Gworok, Takad, Tyuku)          | cortar                        |
| g      | /g/         | gaat( ga̱rak en Fantswam, Gworok, Takad, Tyuku)          | (sala de visitas)             |
| gb     | /g͡b/        | gbang                                                   | lejos                         |
| gh     | /ɣ/         | ghan                                                    | darse prisa                   |
| ghw    | /ɣʷ/        | ghwang                                                  | dibujo                        |
| ghy    | /ɣʲ/        | a̱ghyang( a̱yaan en Fantswam, Jju; a̱zang en Tyuku)        | otra                          |
| h      | /h/         | hyet ( hywet en Jju)                                    | flecha                        |
| hy     | /ç/         | hyenhyiam                                               | agria                         |
| hw     | /ʍ/         | yihwa                                                   | qué                           |
| i      | /i/         | i                                                       | si (femenina)                 |
| i̱      | /ɨ/         | ci̱p                                                     | retortijón                    |
| j      | /d͡ʒ/        | jem ( zem en Sholyio, Tyeca̱rak)                         | hipopótamo                    |
| jhy    | /ʒʲ/        | jhyi ( jyi en Fantswam, Jju)                            | reparar                       |
| k      | /k/         | kan                                                     | medicamento                   |
| kh     | /x/         | khap                                                    | cultivando                    |
| kp     | /k͡p/        | kpa ( kpe en Sholyio; kpi en Takad, Tyuku)              | machacar, majar               |
| l      | /l/         | li( ryi en Jju)                                         | para ver                      |
| m      | /m/         | mup                                                     | agarrar                       |
| n      | /n/         | nam ( dinam Jju)                                        | carne, carne, músculo         |
| ng     | /ŋ/         | ngaan                                                   | ser el último                 |
| ny     | /ɲ/         | nyam                                                    | animal                        |
| o      | /ɔ/; /o/    | long ( rong en Jju)                                     | fuego                         |
| p      | /p/         | piit                                                    | nada, perder, no anotar nada  |
| r      | /r/         | ra̱ra̱k                                                   | entrar con facilidad          |
| s      | /s/         | san                                                     | recibir, salvar               |
| sh     | /ʃ/         | shan                                                    | palo, bastón                  |
| shy    | /ʃʲ/        | shyi                                                    | maldecir                      |
| t      | /t/         | ta                                                      | tirar                         |
| ts     | /t͡s/        | tsang                                                   | cocodrilo                     |
| u      | /u/         | lyuut ( lyuruk en Fantswam, Gworok; jem en Jju)         | escribir                      |
| v      | /v/         | vam ( lvam en Fantswam; lwam en Gworok; rwam en Jju)    | cuerpo                        |
| w      | /w/         | wan                                                     | to cook                       |
| y      | /j/         | ya ( [g]ye en Sholyio, Tyeca̱rak; [g]yi en Takad, Tyuku) | to eat                        |
| z      | /d͡z/        | za( ze en Sholyio, Tyeca̱rak; zi en Takad, Tyuku)        | rain                          |

## Frases y oraciones comunes
| Tyap                                                          | Español (Shong)                                   |
| ------------------------------------------------------------- | ------------------------------------------------- |
| A nyia̱ ni?                                                    | ¿Cómo estás?                                      |
| N shyia̱ ka̱nɡka̱ra̱ng, n gwai.                                   | Estoy bien gracias.                               |
| A neet a̱ji ni/wa?                                             | ¿De dónde eres?                                   |
| N neet a̱mali kya.                                             | Soy de casa.                                      |
| Á̱ ngyei ang a̱nyan a?                                          | ¿A quién te llamas? (¿Cómo te llamas?)            |
| Á̱ ngyei nung Kambai A̱ka̱u.                                     | Me llamo Kambai A̱ka̱u. (Mi nombre es Kambai A̱ka̱u.) |
| Bai a ya kyayak.                                              | Ven y come.                                       |
| N cat a̱lyem nung ka.                                          | Amo mi idioma.                                    |
| A̱nienzi̱t ba neet di̱ fam Kwararafa hwa.                        | El pueblo Nienzit es de Kwararafa.                |
| A̱gwaza gu nang ang/nyin nda. OR, A̱gwaza gu nang nda ang/nyin. | Dios os bendiga (cantar.)/(plur.).                |

## [14]Comparación de dialectos
Al comparar los porcentajes de cognados entre Kaje (Jju), Katab ("Mabatado" Tyap) y Kagoro (Gworok) en la lista de palabras Swadesh que consiste en 118 ítems de vocabulario básico central, Wurm (1971), en sus observaciones indicó que los porcentajes de cognados sugieren que los tres grupos étnicos hablan dialectos del mismo idioma.
| Kaje |       |        |
| 84%  | Katab |        |
| 83%  | 91%   | Kagoro |

Percentages of cognates on the Swadesh wordlist: Wurm (1971)
Con una comparación adicional de sus terminologías de parentesco, McKinney (1983:291), después de comparar 174 entradas entre las tres anteriores, encontró que sólo ocho no eran afines.
| Kaje |       |        |
| 83%  | Katab |        |
| 83%  | 90%   | Kagoro |

Porcentajes de términos afines a la realeza: McKinney (1983:291).
A continuación se muestran comparaciones realizadas por Akau (2020) entre los siete dialectos principales de Tyap y Jju.
|    | English (Shong)                              | "Maba̱ta̱do" (Tyap 'proper')                     | Jju                                          | Gworok (Gworog)                              | Sholyio (Sholyia̱, Sholio)                       | Tyeca̱rak                                       | Fantswam                                     | Takad (Takat)                                 | Tyuku                                         |
| -- | -------------------------------------------- | ---------------------------------------------- | -------------------------------------------- | -------------------------------------------- | ----------------------------------------------- | ---------------------------------------------- | -------------------------------------------- | --------------------------------------------- | --------------------------------------------- |
| 1  | Ven y come.                                  | Bai a ya kyayak.                               | Ba a ya kyangya.                             | Bai u ya kyayak.                             | Bai a gye kyayak                                | Bai a gye kyayak.                              | Bai a ya kyangya.                            | Bai u gyi kyangyi.                            | Bai u gyi kyangyi.                            |
| 2  | Levantémonos con fuerza.                     | Yok zi̱ doot yong ma̱ng cet.                     | Ryok zi drok ryong bu cet.                   | Yok zi̱t durok yong bi̱ cet.                   | Yok zi̱ durok yong ma̱ng tset.                    | Yok zi̱ durok yong ma̱ng cet.                    | Yok zi̱ durok yong bi̱ cet.                    | Yok zi̱ durok yong bi̱ tset.                    | Yok zi̱ durok yong bi̱ tset.                    |
| 3  | No voy a la boda.                            | N na nat la̱p nyeang (nyi̱yang) hu bah.          | N ni nat rop nyreng a ba.                    | N na nat la̱p nyi̱rang ku dak.                 | N na nat la̱p nyi̱rang hu bah.                    | N na nat la̱p nyi̱rang hu bah.                   | N na nat la̱p nyi̱rang ku dak.                 | N li nat la̱p nyi̱rang hu dak.                  | N li nat la̱p nyi̱rang hu dak.                  |
| 4  | La gente tiene hambre.                       | Á̱niet ba fwuong zong.                          | Ba̱nyet ba pfong zong.                        | Á̱niet ba tswuong jong.                       | Á̱niet be fwuong jong.                           | Á̱niet be fwuong zong.                          | Á̱nyet ba tfwuong zong.                       | Á̱niet bi fwuong zong.                         | Á̱niet bi fwuong zong.                         |
| 5  | El niño estaba caminando, y se cayó.         | Nggwon ka ncong, ka̱ si̱ kwa a̱byin.              | Ka̱won ka ncong, ka̱ yin kpa ka̱byen.           | Nggwon ka ncong, ka̱ si̱ kwa a̱byin.            | Nggwon ke ncong, ka̱ si̱ kwa a̱byin.               | Nggwon ke ncong, ka̱ si̱ kwa a̱byin.              | Nggwon ka ncong, ka̱ si̱ kwa a̱byin.            | Nggwon ki ncong, ka̱ si̱ kwa a̱byin.             | Nggwon ki ncong, ka̱ si̱ kwa a̱byin.             |
| 6  | La olla está aquí.                           | A̱la̱n ka shyia̱ a̱ji.                             | Ka̱ra̱n ti shyi aki.                           | Ula̱n ka shyio a̱ji.                           | A̱la̱n ke shyia̱ a̱zi.                              | A̱la̱n ke shyia̱ a̱ji.                             | Ka̱la̱n ti shyia a̱ji.                          | Ula̱n ki syia̱ a̱zi.                             | Ula̱n ki syia̱ a̱zi.                             |
| 7  | Son demasiado bocazas. Dios los ayudará.     | Ba̱ la̱u byia̱ a̱nu. A̱gwaza/A̱za na beang mba.      | Ba̱ ra̱u byi ka̱nu. Ka̱za ni mba brang.          | Ba̱ la̱u byia̱ a̱nu. A̱gwaza/Uza na beang mba.    | Ba̱ la̱u byia̱ a̱nu. A̱gwaze/A̱ze na beang mbe.       | Ba̱ la̱u byia̱ a̱nu. A̱gwaze/A̱ze na beang mbe.      | Ba̱ la̱u byia ka̱nu. Gwaza/Ka̱za na beang mba.   | Ba̱ la̱u byia̱ a̱nu. A̱gwazi/Uzi li beang mbi.     | Ba̱ la̱u byia̱ a̱nu. A̱gwazi/Uzi li beang mbi      |
| 8  | Kuyet fue conmigo al bosque a buscar agua.   | Kuyet nwuo a̱yit ka ma̱ng a̱nung a̱ bwuo a̱sa̱khwot. | Kuyet nwa ka̱yit ka ba̱ nzuk a̱ bvwa ba̱shekwot. | Kuyet nwuo uyit ka bi̱ nung a̱ bvwuo a̱sa̱khwot. | Kuyet nwuo ka̱yit ke ma̱ng a̱nung a̱ bwuo a̱sa̱khwot. | Kuyet nwuo a̱yit ke ma̱ng a̱nung a̱ bwuo a̱sa̱khwot. | Kuyet nwua ka̱yit ka bi̱ nung a̱ bwua a̱sa̱khwot. | Kuyet nwuo uyit ki ba̱ a̱nung a̱ bvwuo a̱sa̱khwot. | Kuyet nwua uyit ki ba̱ a̱nung a̱ bvwua a̱sa̱khwot. |
| 9  | ¿Quién está en casa?                         | A̱nyan wa a̱ nshyia̱ a̱mali ka?                    | A̱nyan a̱mi a̱ nshyi ka̱ryi ka?                  | A̱nyan a̱ a̱ nshyia̱ buli ka?                    | A̱nyan a a̱ nshyia̱ a̱mali ke?                      | A̱nyan a a̱ nshyia̱ a̱mali ke?                     | A̱nyan a a̱ nshyia ka̱li ka?                    | A̱nyan a a̱ nsyia̱ buli ki?                      | A̱nyan a a̱ nsyia̱ buli ki?                      |
| 10 | Está arriba.                                 | A̱ shyia̱ tazwa ka.                              | A̱ shyi tazwa ka.                             | A̱ shyio tuza ka.                             | A̱ shyia̱ tanzwe ke.                              | A̱ shyia̱ tanzwe ke.                             | A̱ shyia tazwa ka.                            | A̱ syia̱ tuzi ki.                               | A̱ syia̱ tuzi ki.                               |
| 11 | ¿Beberás?                                    | A na swuo a?                                   | A ni fwa a?                                  | A na swuo a?                                 | A na swuo a?                                    | A na swuo a?                                   | A na fwua a?                                 | U li swuo a?                                  | U li swuo a?                                  |
| 12 | Dijeron que algunos niños vinieron aquí hoy. | Ba̱ nyia̱ mman á̱ghyang bai a̱ji a̱fwun ka.         | Ba̱ yya na̱won ka̱yaan ba aki ka̱pfwun ka.       | Ba̱ nyio nuwan á̱ghyang bai a̱ji utswun ka.     | Ba̱ nyia̱ mman á̱ghyang bai a̱zi a̱fwun ke.          | Ba̱ nyia̱ mman á̱ghyang bai a̱ji a̱fwun ke.         | Ba̱ nyia mnuwan á̱yaan bai a̱ji ka̱tfwun ka.     | Ba̱ hyia̱ mman á̱ghyang bai a̱zi ufwun ki.        | Ba̱ shyia̱ mman á̱zang bai a̱zi utswun ki.        |
| 13 | Ocho de nosotros                             | Nzi̱t a̱ni̱nai.                                   | Njit a̱ninai.                                 | Nzi̱t unaimbwag.                              | Nzi̱t a̱ri̱nai.                                    | Nzi̱t a̱ri̱nai.                                   | Njit a̱naimbwak.                              | Nzi̱t unaimbwak.                               | Nzi̱t unaimbwak.                               |
| 14 | Unámonos.                                    | Zi̱ tung ndung.                                 | Zi tung ndung.                               | Zi̱t tung ndung.                              | Zi̱ tung ndung.                                  | Zi̱ tung ndung.                                 | Zi̱ tung ndung.                               | Zi̱ tung ndung.                                | Zi̱ tung ndung.                                |

## Números
- 0: gum/piit/sa̱khat
- 1: a̱nyiung (also nyiung, jhyiung)
- 2: a̱feang (also feang, sweang)
- 3: a̱tat (also tat, tsat)
- 4: a̱naai (also naai, nyaai)
- 5: a̱fwuon (also fwuon, tswuon)
- 6: a̱taa
- 7: a̱natat
- 8: a̱ni̱nai (or a̱ri̱nai)
- 9: a̱kubunyiung

### 10 to 100
Los números del 11 al 19 se crean sumando del 1 al 9 al 10 con el medio ma̱ng (a menudo abreviado en pronunciación a ma̱ y el siguiente a̱, por ejemplo, en a̱fwuon, en silencio) al número contiguo, pero generalmente cada palabra se escribe en su totalidad. : p.ej. swak ma̱ng a̱fwuon (15).
- 10: Swak
- 11: Swak ma̱ng a̱nyiung
- 12: Swak ma̱ng a̱feang
- 13: Swak ma̱ng a̱tat
- 14: Swak ma̱ng a̱naai
- 15: Swak ma̱ng a̱fwuon
- 16: Swak ma̱ng a̱taa
- 17: Swak ma̱ng a̱natat
- 18: Swak ma̱ng a̱ni̱nai
- 19: Swak ma̱ng a̱kubunyiung

Los números 20, 30, 40, 50, 60, 70, 80 y 90 se forman reemplazando el prefijo 2 al 5, colocado en el "swak" (diez) por n-, y el propio swak toma el prefijo n-. a lo largo de:
- 20: Nswak nfeang
- 30: Nswak ntat
- 40: Nswak nnaai
- 50: Nswak nfwuon
- 60: Nswak a̱taa
- 70: Nswak a̱natat
- 80: Nswak a̱ni̱nai (or nswak a̱ri̱nai)
- 90: Nswak a̱kubunyiung

Otros números se forman sumando del 1 al 9, de forma similar a los adolescentes:
- 91: Nswak a̱kubunyiung ma̱ng a̱nyiung
- 92: Nswak a̱kubunyiung ma̱ng a̱feang
- 93: Nswak a̱kubunyiung ma̱ng a̱tat
- 94: Nswak a̱kubunyiung ma̱ng a̱naai
- 95: Nswak a̱kubunyiung ma̱ng a̱fwuon
- 96: Nswak a̱kubunyiung ma̱ng a̱taa
- 97: Nswak a̱kubunyiung ma̱ng a̱natat
- 98: Nswak a̱kubunyiung ma̱ng a̱ni̱nai
- 99: Nswak a̱kubunyiung ma̱ng a̱kubunyiung

### Cientos
Tenga en cuenta que lo que podría denominarse como el sistema de conteo "antiguo" usado del 1 al 5 generalmente se usa desde 100 hasta el infinito. 1 se convierte en jhyiung, y no más en a̱nyiung. Lo mismo ocurre con los 2,3,4 y 5 colocados inmediatamente después de cyi, la palabra para cien.
- 100: Cyi jhyiung
- 200: Cyi sweang
- 300: Cyi tsat
- 400: Cyi nyaai
- 500: Cyi tswuon
- 600: Cyi a̱taa
- 700: Cyi a̱natat
- 800: Cyi a̱ni̱nai (or a̱ri̱nai)
- 900: Cyi a̱kubunyiung
- 479: Cyi nyaai ma̱ng nswak a̱natat ma̱ng a̱kubunyiung

### Miles
Hayab (2016:66-67), en su investigación sobre el idioma Hyam, relacionado con el Tyap, descubrió que la palabra original para el número 10 es "kop" o "kwop", y que la palabra actualmente utilizada para diez solía ser la palabra de facto usada para doce o una docena, que es "shwak" (en Hyam) o "swak" (en Tyap). Debido a la creciente influencia del hausa/inglés, sin duda antes de 1920 (porque Thomas (1920:59) citó un ejemplo con Kagoro (Gworok), que, a diferencia de sus vecinos Nungu, Ninzam, S. Mada y Mama, no estaba utilizando entonces el sistema duodecimal), el sistema de conteo ha adoptado la forma del estilo decimal hausa/inglés y la palabra "kop/kwop" se volvió casi extinta, mientras que "swak" tomó su lugar y perdió su significado original, que era doce, para ahora significar diez. Con esto en mente, cuando se considera el número "1,000" o "cyi kwop jhyiung" ("cyi kwop" se escribe en una sola palabra), se puede decir que literalmente significa "cien diez uno" o "100 X 10 X 1".
A continuación se presenta el estilo moderno de contar en miles en Tyap:
- 1,000: Cyikwop jhyiung
- 2,000: Cyikwop sweang
- 3,000: Cyikwop tsat
- 4,000: Cyikwop nyaai
- 5,000: Cyikwop tswuon
- 6,000: Cyikwop a̱taa
- 7,000: Cyikwop a̱natat
- 8,000: Cyikwop a̱ni̱nai
- 9,000: Cyikwop a̱kubunyiung
- 2,018: Cyikwop sweang ma̱ng nswak ma̱ng a̱ni̱nai
- 10,000: Cyikwop swak
- 100,000: Cyikwop cyi jhyiung

### Números más grandes
- 1,000,000: Milyon or cyikwop cyikwop jhyiung or simply Cyikwop a̱ka̱feang jhyiung
- 1,000,000,000: Bilyon or Cyikwop cyikwop cyikwop or simply Cyikwop a̱ka̱tat jhyiung
- 1,000,000,000,000: Trilyon or cyikwop cyikwop cyikwop cyikwop or simply Cyikwop a̱ka̱naai jhyiung.

## Concordancia
El tyap tiene tres formas de escribir las unidades del 1 al 5. Esto se debe a que la concordancia en tyap se limita principalmente a los numerales inferiores y algunos adjetivos. Aquí se sigue el tipo de acuerdo de "copia directa" o "eco", en el cual el numeral tiene el mismo prefijo que el sustantivo con el que está en acuerdo.[6][37] Por ejemplo, a̱ka̱sa (casas) — a̱ka̱sa na (las casas) — a̱ka̱sa a̱feang (dos casas) — a̱ka̱sa a̱feang na (las dos casas), nkyang (cosas) — nkyang na (las cosas) — nkyang nfeang (dos cosas) — nkyang nfeang na (las dos cosas), y nywán (aves) — nywán ji (las aves) — nywán sweang (dos aves) — nywán sweang ji (las dos aves). En el segundo ejemplo, se añade un prefijo "n-" a la unidad inferior cuando se usa con un sustantivo plural que lleva el singular "hu", como en el caso de "kyang" (cosa).

## Nombres para otros idiomas
Algunos nombres en Tyap para idiomas vecinos y otros son los siguientes:
| Lenguaje        | Clasificación                                                                              | Nombre de tiap                |
| --------------- | ------------------------------------------------------------------------------------------ | ----------------------------- |
| Adara           | Northern Plateau, Benue-Conɡo, Atlantic-Congo                                              | Á̱niet Tswaywan                |
| Atsam           | Piti-Atsam, Eastern Kainji, Benue-Conɡo, Atlantic-Congo                                    | Tsamyio                       |
| Berom           | Beromic, Plateau, Benue-Conɡo, Atlantic-Congo                                              | Kuut, Kuruk                   |
| English         | West, Germanic, Indo-European                                                              | Shong; Nggi̱li̱t                |
| Fulfulde, Fula  | Central, Eastern Fula, Fulani-Wolof, Sene-Gambian, Northern, West Atlantic, Atlantic-Congo | Fa̱taa                         |
| Hausa           | A.1, A, West Chadic, Afro-Asiatic                                                          | Kpat                          |
| Hyam            | Hyamic, Northwestern, Western Plateau, Benue-Conɡo, Atlantic-Congo                         | Daa                           |
| Igala           | Yoruboid, YEAI, Volta-Conɡo, Atlantic-Congo                                                | Ga̱ra                          |
| Igbo            | Igbo, Igboid, YEAI, Volta-Conɡo, Atlantic-Congo                                            | A̱kum-a̱cyi; Igbo               |
| Iten            | Beromic, Plateau, Benue-Conɡo, Atlantic-Congo                                              | Tyen                          |
| Kanuri          | Western, Nilo-Saharan                                                                      | Á̱niet A̱tyin, Ka̱nuri, Ba̱reba̱re |
| Kulu            | Northern Plateau, Benue-Conɡo, Atlantic-Congo                                              | Sunkurum                      |
| Nigerian Pidgin | Krio, Atlantic, English Creole                                                             | Shong Kaswuo                  |
| Nɡhan           | Ninzic, Plateau, Benue-Conɡo, Atlantic-Congo                                               | Byoot, Byorok                 |
| Nikyob          | A, Southwestern, Western Plateau, Benue-Conɡo, Atlantic-Congo                              | Kuu                           |
| Rigwe           | Southcentral, Central Plateau, Benue-Conɡo, Atlantic-Congo                                 | Á̱nietza̱fan                    |
| Tiv             | Tivoid, Southern Bantoid, Benue-Conɡo, Atlantic-Congo                                      | Zi̱ya, Zi̱tya; Tivi             |
| T'kurmi         | Kauru, Northern Jos, Eastern Kainji, Benue-Conɡo, Atlantic-Congo                           | Wai                           |
| Yoruba          | Edekiri, Yoruboid, YEAI, Volta-Conɡo, Atlantic-Congo                                       | A̱ghwangkpang; Yoruba          |

## Idiomas relacionados
Una lista de investigación llamada "Lista de 100 palabras de Swadesh", presentada por Shimizu (1975:414), muestra que el Tyap (Katab) comparte los siguientes porcentajes de cognados con otros idiomas de la meseta y el idioma Jukun, comenzando desde el más alto hasta el más bajo: 72% con el Izere (Izarek), 66% con el Rigwe, 50% con el Chara, 49% con el Berom, 42% con el Tarok, 41% con el Pyem, 41% con el Ninzam, 39% con el Rukuba, 39% con el Eggon, 38% con el Ibunu, 37% con el Rindre y 34% con el Jukun. 
| Porcentajes afines compartidos por compañeros lenguas Plateau y Jukun con Tyap | Porcentajes afines compartidos por compañeros lenguas Plateau y Jukun con Tyap | Porcentajes afines compartidos por compañeros lenguas Plateau y Jukun con Tyap | Porcentajes afines compartidos por compañeros lenguas Plateau y Jukun con Tyap | Porcentajes afines compartidos por compañeros lenguas Plateau y Jukun con Tyap |
| ------------------------------------------------------------------------------ | ------------------------------------------------------------------------------ | ------------------------------------------------------------------------------ | ------------------------------------------------------------------------------ | ------------------------------------------------------------------------------ |
| Lenguajes                                                                      |                                                                                |                                                                                |                                                                                |                                                                                |
| Izere                                                                          | Izere                                                                          |                                                                                | 72.0 %                                                                         | 72.0 %                                                                         |
| Rigwe                                                                          | Rigwe                                                                          |                                                                                | 66.0 %                                                                         | 66.0 %                                                                         |
| Chara                                                                          | Chara                                                                          |                                                                                | 50.0 %                                                                         | 50.0 %                                                                         |
| Berom                                                                          | Berom                                                                          |                                                                                | 49.0 %                                                                         | 49.0 %                                                                         |
| Tarok                                                                          | Tarok                                                                          |                                                                                | 42.0 %                                                                         | 42.0 %                                                                         |
| Pyem                                                                           | Pyem                                                                           |                                                                                | 41.0 %                                                                         | 41.0 %                                                                         |
| Ninzam                                                                         | Ninzam                                                                         |                                                                                | 41.0 %                                                                         | 41.0 %                                                                         |
| Kuche                                                                          | Kuche                                                                          |                                                                                | 39.0 %                                                                         | 39.0 %                                                                         |
| Eggon                                                                          | Eggon                                                                          |                                                                                | 39.0 %                                                                         | 39.0 %                                                                         |
| Ibunu                                                                          | Ibunu                                                                          |                                                                                | 38.0 %                                                                         | 38.0 %                                                                         |
| Rindre                                                                         | Rindre                                                                         |                                                                                | 37.0 %                                                                         | 37.0 %                                                                         |
| Jukun                                                                          | Jukun                                                                          |                                                                                | 34.0 %                                                                         | 34.0 %                                                                         |

## Estado de peligro
La investigación ha demostrado que el idioma Tyap está clasificado como uno de los idiomas en peligro de extinción, vulnerable a desaparecer.

El idioma es la llave al corazón de un pueblo. Si perdemos la llave, perdemos al pueblo. Un idioma perdido es una tribu perdida, una tribu perdida es una cultura perdida, una cultura perdida es una civilización perdida y una civilización perdida es conocimiento invaluable perdido. Todo el vasto archivo de conocimiento y experiencia en ellos será consignado al olvido.
— Centro de Idiomas en Peligro (1996).

Un estudio de Ayuba (2014) mostró que el Tyap está en peligro y que el idioma Hausa y la falta de transmisión del Tyap por parte de la generación mayor de Atyap a la generación más joven explican en gran medida la amenaza que enfrenta el Tyap.
El estudio recomendó, entre otras medidas, que la Asociación de Desarrollo Comunitario de Atyap (ACDA) debería establecer un comité para crear conciencia sobre la necesidad de que los Atyap se levanten y salven su idioma, y otro para trabajar hacia el establecimiento de escuelas de vacaciones donde los adultos mayores proporcionarían cuidado infantil preescolar en el que los niños Tyap podrían sumergirse en el idioma.

## Otras lecturas

### Libros y manuscritos
- Adwiraah, E. (1989). Grammatik des Gworok (Kagoro): Phonologie, Tonologie, Morphologie und Textanalyse (en alemán). Frankfurt am Main: Peter Lang. pp. 1-155. ISBN 3631416032.
- Akau, K. T. L. (2014). The Tyap-English Dictionary. Benin City. pp. x-xxxii. ISBN 978-978-0272-15-9.
- A̱lyiat A̱gwaza na di̱n Tyap: A̱li̱ka̱uli A̱fai (The New Testament in the Tyap language of Nigeria) (en tyap) (1 edición). Lagos: The Nigeria Bible Translation Trust & Wycliffe Bible Translators, Inc. 2015. p. vii. ISBN 978-978-944-941-5.
- Blench, R. (2008). Prospecting proto-Plateau. (manuscript)
- Dabo, L. A. (2009). Introduction to Tyap for Beginners. Kaduna: Bi-Shann Publishing. ISBN 978-978-49261-0-2.
- Follingstad, Alison J. (1991). Aspects of Tyap Syntax. Arlington: Ann Arbor: UMI.
- Haruna, D.; Follingstad, C. & J. (n.d.). Learn to Read and Write Tyap (Myam Fang ma̱ng Lyuut Tyap). Jos: Tyap Literacy Committee & Nigeria Bible Translation Trust. pp. 3-39. ISBN 978-2104-00-0.
- Hayab, P. (2016). Basic Hyam Grammar with Ethnographic Notes. Abuja: Beltina Digital Press. ISBN 978-978-95298-9-6.
- McKinney, N. P. (April 1990). «Temporal characteristics of fortis stops and affricates in Tyap and Jju». Journal of Phonetics 18 (2): 255-266. doi:10.1016/S0095-4470(19)30392-4.
- Meek, C. K. (1931). Tribal Studies of Northern Nigeria 2. London: Kegan Paul, Trench, Trubner and Co.
- Smith, M. G. (1960). «Kagoro Political Development». Human Organization 19 (3): 137-149. JSTOR 44127738. doi:10.17730/humo.19.3.d423j73861544u8t. Consultado el 14 de diciembre de 2020.

- Datos: Q3912765
- Multimedia: Tyap language / Q3912765